# 4 Pułk Dragonów Cesarstwa Austriackiego
4 Pułk Dragonów Cesarstwa Austriackiego – jeden z austriackich pułków kawalerii okresu Cesarstwa Austriackiego.
Okręg poboru: 1781: Górna i Dolna Austria, 1802-1830: Morawy.

## Wcześniejsza nomenklatura
- 1769: 19 Pułk Kawalerii
- 1780: 17 Pułk Kawalerii
- 1789: 19 Pułk Kawalerii
- 1798: 7 Pułk Lekkich Dragonów
- 1801: 4 Pułk Dragonów

## Garnizony

### Przed powstaniem Cesarstwa
- 1779-1787: Galicja Wschodnia
- 1790-1799: in Friaul
- 1802: Bursztyn
- 1803-1804: Brzeżany

### Po powstaniu Cesarstwa
- 1804-1805: Brzeżany
- 1806: Pécsvárad
- 1808: Neusatz
- 1810-1813: Maria-Theresiopel
- 1814-1815: Pécsvárad
- 1816-1818: Neapol